# Silene stenophylla
Silene stenophylla is een plantensoort uit de anjerfamilie (Caryophyllaceae) die groeit in Oost-Siberië.
Het plantje wordt 5 tot 25 cm hoog en bloeit in de zomer.

## Kweek van plantenmateriaal uit de ijstijd
In 2012 zouden Russische wetenschappers erin zijn geslaagd uit 32.000 jaar oude cellen uit de vrucht van deze plant in petrischalen nieuwe exemplaren te kweken, nadat het hen niet was gelukt de zaden op normale wijze tot ontkieming te brengen. De vruchten en zaden waren enkele jaren eerder opgegraven uit de permafrostlaag op 20 tot 40 meter diepte aan de oevers van de Kolyma. De planten zouden er nagenoeg hetzelfde uitzien als hedendaagse exemplaren, maar iets langere kroonbladen hebben. Als een en ander door onafhankelijk onderzoek kan worden bevestigd, zou dit het oudste plantenmateriaal zijn dat ooit weer tot leven is gebracht. Tot dusver waren 2000 jaar oude zaden van de dadelpalm het oudste materiaal dat tot ontkieming kon worden gebracht.